# سوق الصياغين
سوق الصياغين واحد من أقدم أسواق مدينة صفاقس العتيقة التي لم يعد لها وجود بالوقت الحاضر.
كان السوق موجودا بالجزء الغربي لسوق الربع, بنهج مواز لهذا الأخير. وكما يدل اسمه, فقد اختص هذا السوق بتجارة المصوغ و صناعته.